# Франсіско Фернандес
Франсіско Фернандес (ісп. Francisco Fernández, нар. 19 серпня 1975, Сантьяго) — чилійський футболіст, що грав на позиції захисника.
Виступав, зокрема, за клуб «Коло-Коло», а також національну збірну Чилі.

## Клубна кар'єра
У дорослому футболі дебютував 1995 року виступами за команду клубу «Коло-Коло», в якій провів два сезони, взявши участь у 43 матчах чемпіонату.  Більшість часу, проведеного у складі «Коло-Коло», був основним гравцем захисту команди. За цей час виграв значну кількість титулів та трофеїв, крім цього двічі виступав у півфіналі у вже неіснуючого Суперкубку та 1-го разу у Кубку Лібертадорес. 
Згодом з 1998 по 2005 рік грав у складі команд клубів «Депортес Темуко», «Сантьяго Морнінг», «Універсідад Католіка», японського «Міто Холліхок» та «Депортес Ла-Серена».
Завершив професійну ігрову кар'єру у клубі «Сантьяго Морнінг», у складі якого вже виступав раніше. Прийшов до команди 2006 року, захищав її кольори до припинення виступів на професійному рівні того ж року.

## Виступи за збірну
2000 року провів два товариські матчі у складі національної збірної Чилі, відтоді до її лав більше не залучався.

## Статистика у збірній
| національна збірна Чилі | національна збірна Чилі | національна збірна Чилі |
| Рік                     | Матчі                   | Голи                    |
| ----------------------- | ----------------------- | ----------------------- |
| 2000                    | 2                       | 0                       |
| Загалом                 | 2                       | 0                       |

## Досягнення
- Прімера Дивізіон
  -  Чемпіон (2): 1996, 1997 (Клаусура)

- Кубок Чилі
  -  Володар (2): 1994, 1996